# Guillaume Tronchet
Guillaume Tronchet (Villeneuve-sur-Lot, Lot-et-Garonne, 1867 - Niza, 1959) fue un arquitecto francés. Participó en la Exposición de París de 1900 con el diseño y construcción de un pabellón titulado la Belle Meuniére. 

## Biografía
Guillaume Tronchet estudió en la École des Beaux-Arts de Paris en el estudio of Louis-Jules André, en 1890 para el arquitecto Victor Laloux. Obteniendo su diploma en 1891, ya en el año 1892 obtuvo el Deuxième Second Grand Prix de Rome con su diseño titulado "Un musée d'artillerie". Para Fernand Halphen diseñó y construyó el château Mont-Royal en la La Chapelle-en-Serval near Chantilly (Oise). Tras haber rechazado el arquitecto René Sergent sus primeros proyectos anglo-normandos, Guillaume comienza a mostrar influencias medievales en sus diseños (algunos de sus primeros bocetos se encuentran en el Musée d'Orsay), Halphen decide finalmente los últimos diseños de Guillaume Tronchet, dando lugar a un château de estilo neoclasicismo. Construido en el periodo que va desde 1907 a 1911, el edificio (en la actualidad un hotel) fue un modelo arquitectónico. En 1903 presenta sus modelos para el diseño y construcción del edificio del Casino de Madrid. A pesar de ser el diseño que más gusta al jurado español, este queda desierto por quejas de los socios de casino, debido a las caricaturas que ilustraron las casetas del pabellón francés
Se convierte a comienzos del siglo XX en el arquitecto principal de Francia, en 1929 Tronchet fue encargado de construir, en un periodo de ocho meses, el edificio que alojará los ministerios palacio de Fontenoy en el VII Distrito de París encargado por el ministro Louis Loucheur. Empleó en sus trabajos todos los materiales modernos de su época, así como los mejores artistas que tuvo en conocimiento. Uno de los artistas fue frères Martel para los elementos decorativos esculturales y Jacques Grüber para las vidrieras.
Su memoria se ha perpetuado a lo largo de los años con la fundación de la Académie des Beaux-Arts que celebra cada año un concurso arquitectónico que premia un diseño, por regla general de un arquitecto joven.

## Principales obras
- Château Mont-Royal, La Chapelle-en-Serval (Oise) (1907-1911)
- Théâtre Ducourneau, Agen (Lot-et-Garonne) (1908).
- Port aérien de Juvisy, Viry-Châtillon (Essonne) (1908) : es el primer aeropuerto del mundo (Port-Aviation)
- Poste centrale de Bar-le-Duc (Meuse) (1928)
- Ministère du Travail, place de Fontenoy, París (VIIe) (1929)
- Hôtel des Postes Thiers, Niza, (Alpes-Marítimos) (1931) :
- Théâtre Georges Leygues de Villeneuve-sur-Lot (Lot-et-Garonne), en colaboración con Gaston Rapin (1935)
- Lycée Nicéphore Niepce, Chalon-sur-Saône (Saône-et-Loire)